# 滑川信用金庫
滑川信用金庫（なめりかわしんようきんこ）は、かつて、富山県滑川市に本店を置いていた信用金庫。2005年11月に新川水橋信用金庫（魚津市）と合併し、にいかわ信用金庫となった。統一金融機関コードは1407であった。

## 沿革
- 1906年（明治39年）7月6日 - 滑川売薬信用組合として設立。
- 1952年（昭和27年）1月 - 信用金庫法の制定に伴い滑川信用金庫に改組。
- 1970年（昭和45年）7月 - 中加積信用金庫と合併[1]。
- 2005年3月11日　新川水橋信用金庫を存続金庫とする合併に合意。
- 2005年11月21日　新川水橋信用金庫と合併し、にいかわ信用金庫が発足。滑川信用金庫が消滅金庫となる[2]。